# Catedrals d'Espanya

A Espanya l'Església catòlica està organitzada en províncies eclesiàstiques, i aquestes al seu torn en diòcesis (en color clar en el mapa). A cada província eclesiàstica existeix una diòcesi predominant, anomenada arxidiòcesi (en color fosc). Cada diòcesi o arxidiòcesi està dirigida per un bisbe o arquebisbe respectivament.

Les catedrals d'Espanya són els temples catòlics on el bisbe diocesà té la seu, anomnat càtedra. Són part del patrimoni històric espanyol i molts tenen un gran valor històric, religiós i arquitectònic.

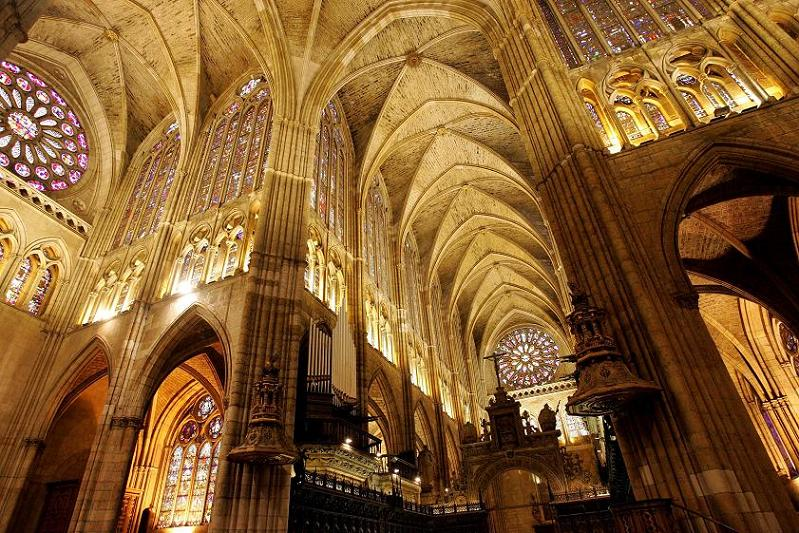
Vidrieres i interior de la Catedral de Lleó

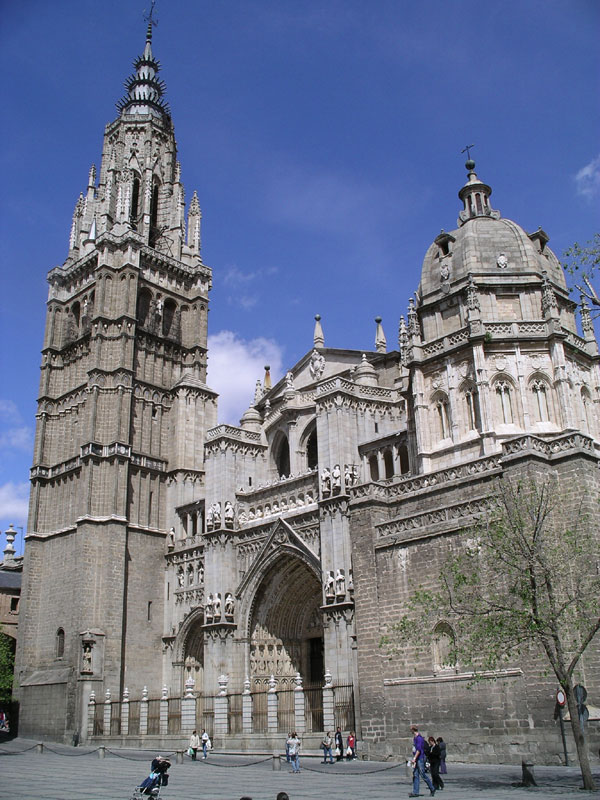
Façana principal de la Catedral de Toledo

Aquests temples tenen grans dimensions. Per a construir-los era menester molts de diners. Moltes vegades, les obres es van estendre sobre mants segles, per la qual cosa el resultat final combina gairebé sempre estils arquitectònics de diferents èpoques.
El començament de la construcció es feia per la capçalera del temple i es consagrava l'altar major per a la celebració del culte. Després es continuava amb el creuer i les naus. Així els estils més tardans (barroc i neoclàssic) es van desenvolupar amb l'edificació molt avançada, i donada la necessitat de mantenir l'estil arquitectònic del projecte primitiu, els arquitectes dels estils tardans les van ampliar dissenyant estades completes i façanes noves, per projectar amb major llibertat i sense condicionants.

## Història

### Hispània visigoda

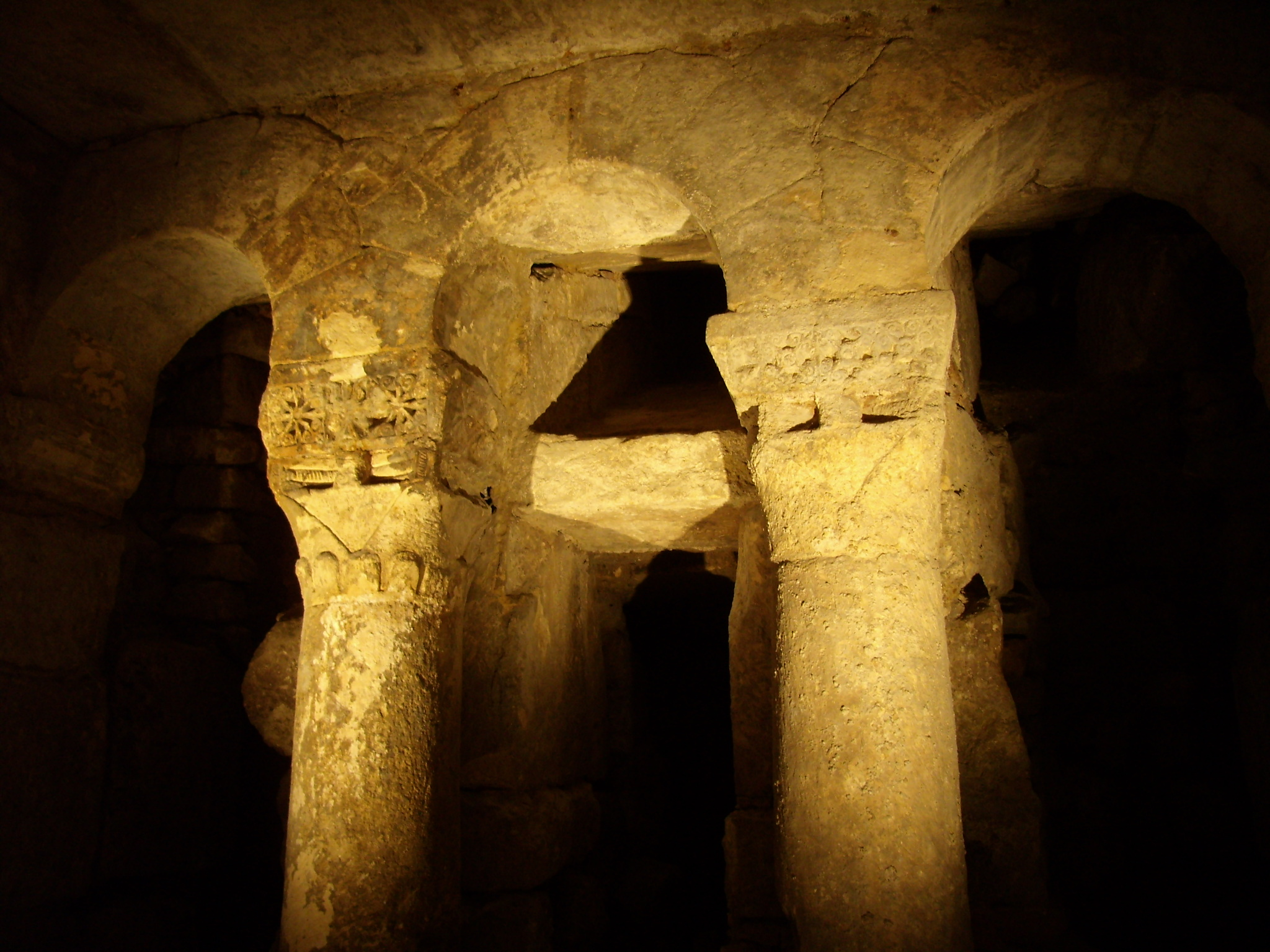
Restes visigodes a la Cripta de Sant Antolí (Catedral de Palència).

El Cristianisme s'assentà molt aviat a Hispània: dona testimoni una carta de Pau als Romans en què expressa el seu desig de predicar en aquest lloc. Cap a l'any 300 dC l'Església ja estava organitzada, i se celebrà un Concili a Elvira (Granada). Més endavant, els visigots mantenen la fe arriana, en un principi sense grans enfrontaments amb els cristians ortodoxos, fins als Concilis de Toledo i la conversió de Recared el 587 dC. Aquest procés, no sense vicissituds, porta a la unificació d'ambdues confessions.
Durant aquest període es construí tota una infraestructura eclesiàstica d'esglésies i catedrals, de les quals avui en dia amb prou feines se'n conserven atès que, com era costum, els seus mateixos materials s'empraven quan posteriorment es construïa una altra església o mesquita. Alguns edificis que prengueren materials d'esglésies visigodes foren l'antiga Catedral de Barcelona d'estil gòtic, la Mesquita de Còrdova o la Concatedral de Mèrida, aixecada sobre l'antiga església visigoda de Santa Maria de Jerusalem, Catedral Metropolitana d'Augusta Emèrita. Àdhuc la Catedral de Palència té el seu origen en la cripta de Sant Antolí i avui en dia encara es conserven restes visigodes al fons.

### Els regnes cristians: el romànic
Amb la ràpida conquesta musulmana de la península ibèrica (710-718), els regnes cristians quedaren reduïts a una estreta franja al nord. L'aparició de l'arquitectura romànica va coincidir amb les primeres victòries importants de la Reconquesta.
El descobriment de les suposades restes de l'apòstol Jaume, a començaments del segle ix, provocà que Santiago de Compostel·la es convertís en un centre importantíssim de pelegrinatge a Europa als segles x i xi, i a través del camí penetrà la cultura arquitectònica europea del romànic, sobretot d'influència francesa.
A Santiago de Compostel·la s'hi construí un santuari, que fou un dels més imponents edificis de la seva època, per acollir les relíquies de l'apòstol. Els seus artistes constructors foren francs i el crearen en un període curt, començant el 1075-1078 i concloent-ne la primera fase el 1122. Aquesta catedral és la més important de les romàniques que se'n conserven.
El temple té tres naus amb murs de dos pisos, pilars cruciformes amb arcs torals i volta de canó a la nau central, i a les dues laterals amb volta d'aresta, creuer, deambulatori i capelles absidals. L'única façana romànica que es conserva és la de Plateries, construïda pel Mestre de Plateries el 1103. Els pelegrins entraven per la part nord com a símbol de la foscor i sortien ja purificats per la porta sud de Plateries, com a símbol de llum. En escultura, destaca el pòrtic de la Glòria, obra màxima de l'escultura romànica conclosa pel mestre Mateo el 1188.
Els regnes cristians, durant el període d'arquitectura romànica, estaven formats pels regnes de Lleó, Castella, Navarra i Aragó a la meitat nord, mentre que els àrabs dominaven la meitat sud. En conseqüència, només hi ha arquitectura romànica a la meitat nord del país.
De les catedrals construïdes en la Reconquesta cristiana només en queden algunes, completes molt poques i fragmentades la majoria. De les romàniques, la majoria foren acabades o en part reconstruïdes en el període gòtic. En destaquen, a més de la de Santiago de Compostel·la, la de la Seu d'Urgell, Jaca, Tarragona, Tui, Ourense, Lugo, Zamora, la vella de Salamanca i Ciudad Rodrigo. Normalment tenen planta de creu llatina amb una o tres naus, creuer, cúpula, àbsides, claustre, torre, volta de canó o d'aresta, contraforts exteriors i capitells de flora o historiats.